# Virola michelii
Virola michelii là một loài thực vật có hoa trong họ Myristicaceae. Loài này được Heckel miêu tả khoa học đầu tiên năm 1898.